# Baer Iszachar ben Pefachja
Baer Iszachar ben Pefachja (16. század – 17. század) zsidó kabbalista, tudós.

## Élete
Magyarországon is élt Körmöcbányán, feltehetőleg ott is született. Művei arról vallanak, hogy sokat utazott keleten, s Safedben tartózkodhatott, ahol a leghíresebb kabbalista tudósok iskolái voltak. 

## Művei
A következő héber nyelvű művei maradtak fenn : „PirhéJah” (Prága, 1609), amely tudományos bevezetés a kabbalába Cordovero „Pardesz Rimonime” című műve alapján; „Jes Záchór” (1610, Prága), amely a Zóhárban található összes rituális törvényeket tartalmazza; „Mekár Chochmóv” (1610, Prága), mely a Zóhár nehezebb szavait és kifejezéseit tartalmazza és magyarázza; végül a „Jode Binah”, mely a Zohár-ról szól, de amelyből nem ismerünk példányt.